# La núvia del vent
La núvia del vent (Die Windsbraut) és un oli sobre tela pintat el 1913-1914 per Oskar Kokoschka. És al Museu d'Art de Basilea. És l'obra més coneguda de Kokoschka, una pintura al·legòrica que mostra un autoretrat de l'artista, ajagut al costat de la seva amant Alma Mahler.
Kokoschka conegué Mahler, enviudada recentment de Gustav Mahler, el 1912. S'inicià una història d'amor apassionada, durant la qual Kokoscka realitzà nombrosos dibuixos i pintures de Mahler. La núvia del vent mostra Mahler en un son serè al costat de Kokoschka, despert i amb la mirada fixa. La separació de la parella el 1914 tingué un efecte profund en Kokoschka i la seva expressiva pinzellada esdevingué més turbulenta.
Mentre Kokoschka pintava el quadre, el poeta Georg Trakl el visitava gairebé cada dia i lloà l'obra al seu poema Die Nacht ("La nit").